# شرط بندی در پوکر

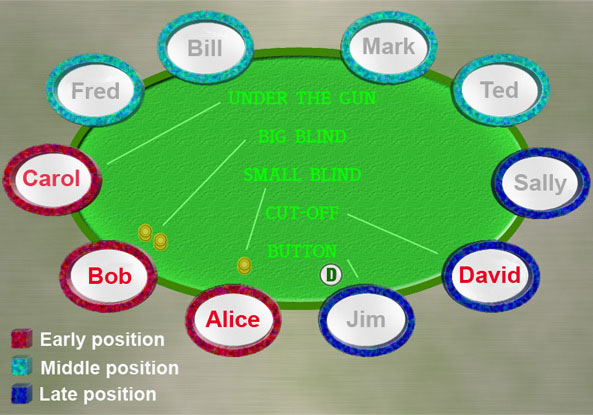
موقعیت‌های پوکر در یک میز ۱۰ دستی.

در بازی پوکر، بازی تا حد زیادی بر روی عمل شرط‌بندی متمرکز است و به این ترتیب، پروتکلی برای سرعت بخشیدن به بازی، کاهش سردرگمی و افزایش امنیت در حین بازی ایجاد شده‌است. بازی‌های مختلف با استفاده از انواع مختلف شرط‌بندی انجام می‌شوند و در اکثر موارد قوانین و پروتکل زیر توسط اکثر بازیکنان پوکر رعایت می‌شود.
به‌طور کلی، شخصی که در سمت چپ فروشنده قرار دارد ابتدا عمل می‌کند و عمل در جهت عقربه‌های ساعت انجام می‌شود. اگر هر بازیکنی زودتر فولد کرده باشد، عمل به بازیکن بعدی ادامه می‌یابد. در بازی‌های با کرکره، دور اول شرط بندی با بازیکنی که در سمت چپ کرکره قرار دارد آغاز می‌شود. در بازی‌های گل میخ، عمل با نشان دادن قوی‌ترین کارت‌ها توسط بازیکن شروع می‌شود و در جهت عقربه‌های ساعت ادامه می‌یابد.

## روش
بازیکنان در یک بازی پوکر به نوبه خود و در جهت عقربه‌های ساعت حرکت می‌کنند (عملکرد خارج از نوبت می‌تواند بر دیگر بازیکنان تأثیر منفی بگذارد). وقتی نوبت یک بازیکن است که اقدام کند، اولین اظهار یا اقدام شفاهی که انجام می‌دهند، او را به انتخاب عملشان ملزم نمی‌کند. این قانون به بازیکن اجازه می‌دهد تا با صدای بلند روی میز فکر کند بدون اینکه برای این کار جریمه شود.
تا زمانی که اولین شرط انجام شود، هر بازیکن به نوبه خود ممکن است "چک" کند، یعنی شرط بندی نکند. پس از اولین شرط، هر بازیکن ممکن است "فولد" کند، که به این معنی است که هر شرطی را که قبلاً انجام داده‌است از دست می‌دهد. "تماس"، که مطابق با بالاترین شرط بندی است که تاکنون انجام شده‌است. یا "raise" که برای افزایش شرط بالای قبلی است.

یک بازیکن ممکن است با تسلیم کردن کارت‌های خود، فولد کند. (برخی بازی‌ها ممکن است قوانین خاصی در مورد نحوه فولد کردن داشته باشند: به عنوان مثال در پوکر گل میخ باید کارت‌های خود را رو به پایین بچرخاند) بازیکن می‌تواند با ضربه زدن روی میز یا انجام هر حرکتی مشابه آن را بررسی کند. همه شرط‌بندی‌های دیگر با قرار دادن ژتون کازینو در جلوی بازیکن انجام می‌شوند، اما نه مستقیماً در پات («پاشیدن گلدان» مانع از تأیید مبلغ شرط توسط سایر بازیکنان می‌شود).

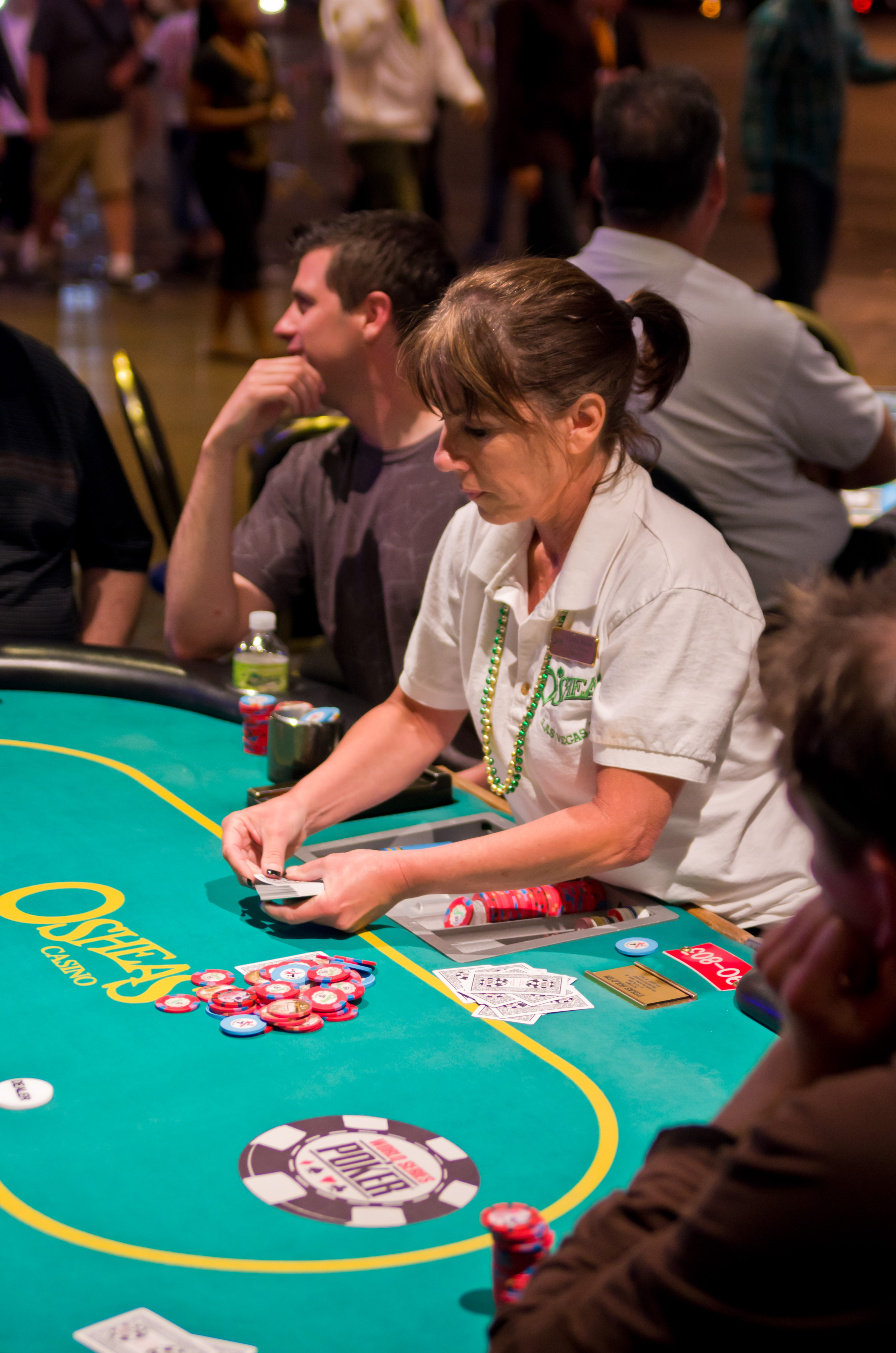
گلدان چیپس معمولاً در مرکز میز نگهداری می‌شود